# IEEE 802.3
IEEE 802.3 là một working group và là một bộ tiêu chuẩn Institute of Electrical and Electronics Engineers (IEEE) do working group này tạo ra nhằm định nghĩa tầng vật lý và media access control (MAC) của tầng liên kết dữ liệu của Ethernet có dây. Nói chung đây là một công nghệ mạng local area network (LAN) cùng một số ứng dụng wide area network (WAN). Các kết nối vật lý được lập nên giữa các nốt và/hoặc các thiết bị hạ tầng (các hub, switch, router) bằng nhiều loại cáp đồng hoặc cáp quang.
802.3 là một công nghệ hỗ trợ hạ tầng mạng IEEE 802.1.
802.3 cũng định nghĩa phương pháp truy cập LAN sử dụng CSMA/CD.

## Lịch sử
IEEE là tổ chức quy định các chuẩn trong tin học nói riêng và một số lĩnh vực khác nói chung.
Với sự đòi hỏi nối mạng các máy tính, mạng LAN đã ra đời. Cùng với đó là các bộ giao thức cho phép kết nối LAN (FDDI, TokenRing...) tuy nhiên phát triển nhất vẫn là Ethernet. Và IEEE đã dùng số hiệu 802.3 để quy định cho mọi quy tắc, quy chuẩn, luật có liên quan đến Ethernet.
Với sự phát triển mạnh mẽ của công nghệ, tốc độ kết nối trong Ethernet không ngừng được nâng lên. Vào năm 1995, Fast Ethernet ra đời. IEEE dùng 802.3u để quy chuẩn cho các tiêu chí có liên quan đến Fast Ethernet. Tiếp đến là 802.3z (10 Gbps qua cáp quang), 802.3ab (10 Gbps qua cáp UTP), 802.3 ae (10 Gbps)...

## Các tiêu chuẩn giao tiếp
| Tiêu chuẩn Ethernet    | Ngày tháng        | Mô tả |
| ---------------------- | ----------------- | --- |
| Experimental Ethernet  | 1973              | 2.94 Mbit/s (367 kB/s) over coaxial cable (coax) bus |
| Ethernet II (DIX v2.0) | 1982              | 10 Mbit/s (1.25 MB/s) over thick coax. Frames have a Type field. This frame format is used on all forms of Ethernet by protocols in the Internet protocol suite. |
| IEEE 802.3 standard    | 1983              | 10BASE5 10 Mbit/s (1.25 MB/s) over thick coax. Same as Ethernet II (above) except Type field is replaced by Length, and an 802.2 LLC header follows the 802.3 header. Based on the CSMA/CD Process. |
| 802.3a                 | 1985              | 10BASE2 10 Mbit/s (1.25 MB/s) over thin Coax (a.k.a. thinnet or cheapernet) |
| 802.3b                 | 1985              | 10BROAD36 |
| 802.3c                 | 1985              | 10 Mbit/s (1.25 MB/s) repeater specs |
| 802.3d                 | 1987              | Fiber-optic inter-repeater link |
| 802.3e                 | 1987              | 1BASE5 hoặc StarLAN |
| 802.3i                 | 1990              | 10BASE-T 10 Mbit/s (1.25 MB/s) over twisted pair |
| 802.3j                 | 1993              | 10BASE-F 10 Mbit/s (1.25 MB/s) over Fiber-Optic |
| 802.3u                 | 1995              | 100BASE-TX, 100BASE-T4, 100BASE-FX Fast Ethernet at 100 Mbit/s (12.5 MB/s) with autonegotiation |
| 802.3x                 | 1997              | Full Duplex and flow control; also incorporates DIX framing, so there's no longer a DIX/802.3 split |
| 802.3y                 | 1998              | 100BASE-T2 100 Mbit/s (12.5 MB/s) over low quality twisted pair |
| 802.3z                 | 1998              | 1000BASE-X Gbit/s Ethernet over Fiber-Optic at 1 Gbit/s (125 MB/s) |
| 802.3-1998             | 1998              | A revision of base standard incorporating the above amendments and errata |
| 802.3ab                | 1999              | 1000BASE-T Gbit/s Ethernet over twisted pair at 1 Gbit/s (125 MB/s) |
| 802.3ac                | 1998              | Max frame size extended to 1522 bytes (to allow "Q-tag") The Q-tag includes 802.1Q VLAN information and 802.1p priority information. |
| 802.3ad                | 2000              | Link aggregation for parallel links, since moved to IEEE 802.1AX |
| 802.3-2002             | 2002              | A revision of base standard incorporating the three prior amendments and errata |
| 802.3ae                | 2002              | 10 Gigabit Ethernet over fiber; 10GBASE-SR, 10GBASE-LR, 10GBASE-ER, 10GBASE-SW, 10GBASE-LW, 10GBASE-EW |
| 802.3af                | 2003              | Power over Ethernet (15.4 W) |
| 802.3ah                | 2004              | Ethernet in the First Mile |
| 802.3ak                | 2004              | 10GBASE-CX4 10 Gbit/s (1,250 MB/s) Ethernet over twinaxial cables |
| 802.3-2005             | 2005              | A revision of base standard incorporating the four prior amendments and errata. |
| 802.3an                | 2006              | 10GBASE-T 10 Gbit/s (1,250 MB/s) Ethernet over unshielded twisted pair (UTP) |
| 802.3ap                | 2007              | Backplane Ethernet (1 and 10 Gbit/s (125 and 1,250 MB/s) over printed circuit boards) |
| 802.3aq                | 2006              | 10GBASE-LRM 10 Gbit/s (1,250 MB/s) Ethernet over multimode fiber |
| P802.3ar               | Cancelled         | Congestion management (withdrawn) |
| 802.3as                | 2006              | Frame expansion |
| 802.3at                | 2009              | Power over Ethernet enhancements (25.5 W) |
| 802.3au                | 2006              | Isolation requirements for Power over Ethernet (802.3-2005/Cor 1) |
| 802.3av                | 2009              | 10 Gbit/s EPON |
| 802.3aw                | 2007              | Fixed an equation in the publication of 10GBASE-T (released as 802.3-2005/Cor 2) |
| 802.3-2008             | 2008              | A revision of base standard incorporating the 802.3an/ap/aq/as amendments, two corrigenda and errata. Link aggregation was moved to 802.1AX. |
| 802.3az                | 2010              | Energy-efficient Ethernet |
| 802.3ba                | 2010              | 40 Gbit/s and 100 Gbit/s Ethernet. 40 Gbit/s over 1 m backplane, 10 m Cu cable assembly (4×25 Gbit or 10×10 Gbit lanes) and 100 m of MMF and 100 Gbit/s up to 10 m of Cu cable assembly, 100 m of MMF or 40 km of SMF respectively |
| 802.3-2008/Cor 1       | 2009              | Increase Pause Reaction Delay timings which are insufficient for 10 Gbit/s (workgroup name was 802.3bb) |
| 802.3bc                | 2009              | Move and update Ethernet related TLVs (type, length, values), previously specified in Annex F of IEEE 802.1AB (LLDP) to 802.3. |
| 802.3bd                | 2010              | Priority-based Flow Control. An amendment by the IEEE 802.1 Data Center Bridging Task Group (802.1Qbb) to develop an amendment to IEEE Std 802.3 to add a MAC Control Frame to support IEEE 802.1Qbb Priority-based Flow Control. |
| 802.3.1                | 2011              | MIB definitions for Ethernet. It consolidates the Ethernet related MIBs present in Annex 30A&B, various IETF RFCs, and 802.1AB annex F into one master document with a machine readable extract. (workgroup name was P802.3be) |
| 802.3bf                | 2011              | Provide an accurate indication of the transmission and reception initiation times of certain packets as required to support IEEE P802.1AS. |
| 802.3bg                | 2011              | Provide a 40 Gbit/s PMD which is optically compatible with existing carrier SMF 40 Gbit/s client interfaces (OTU3/STM-256/OC-768/40G POS). |
| 802.3-2012             | 2012              | A revision of base standard incorporating the 802.3at/av/az/ba/bc/bd/bf/bg amendments, a corrigenda and errata. |
| 802.3bj                | 2014 (June)       | Define a 4-lane 100 Gbit/s backplane PHY for operation over links consistent with copper traces on "improved FR-4" (as defined by IEEE P802.3ap or better materials to be defined by the Task Force) with lengths up to at least 1 m and a 4-lane 100 Gbit/s PHY for operation over links consistent with copper twinaxial cables with lengths up to at least 5 m. |
| 802.3bk                | 2013              | This amendment to IEEE Std 802.3 defines the physical layer specifications and management parameters for EPON operation on point-to-multipoint passive optical networks supporting extended power budget classes of PX30, PX40, PRX40, and PR40 PMDs. |
| 802.3bm                | 2015              | 100G/40G Ethernet for optical fiber |
| 802.3bp                | 2016 (June)       | 1000BASE-T1 – Gigabit Ethernet over a single twisted pair, automotive & industrial environments |
| 802.3bq                | 2016 (June)       | 25G/40GBASE-T for 4-pair balanced twisted-pair cabling with hai connectors over 30 m distances |
| 802.3bs                | 2017 (Dec.) (TBD) | 200GbE (200 Gbit/s) over single-mode fiber and 400GbE (400 Gbit/s) over optical physical media |
| 802.3bt                | 2017 (TBD)        | Power over Ethernet enhancements up to 100 W using all 4 pairs balanced twisted-pair cabling, lower standby power and specific enhancements to support IoT applications (e.g. lighting, sensors, building automation). |
| 802.3bw                | 2015              | 100BASE-T1 – 100 Mbit/s Ethernet over a single twisted pair for automotive applications |
| 802.3-2015             | 2015              | 802.3bx – a new consolidated revision of the 802.3 standard including amendments 802.3bk/bj/bm |
| 802.3by                | 2016 (June)       | Optical fiber, twinax and backplane 25 Gigabit Ethernet |
| 802.3bz                | 2016 (Sep.)       | 2.5GBASE-T and 5GBASE-T – 2.5 Gigabit and 5 Gigabit Ethernet over Cat-5/Cat-6 twisted pair |
| 802.3ca                | 2019 (TBD)        | 100G-EPON – 25 Gbit/s, 50 Gbit/s, and 100 Gbit/s over Ethernet Passive Optical Networks |
| 802.3cc                | 2017 (TBD)        | 25 Gbit/s over Single Mode Fiber |
| 802.3 cd               | 2018 (TBD)        | Media Access Control Parameters for 50 Gbit/s and Physical Layers and Management Parameters for 50 Gbit/s, 100 Gbit/s, and 200 Gbit/s Operation |